# Pinnoïte
La pinnoïte est un minéral de borate de magnésium de formule MgB2O(OH)6 ou MgB2O4·3(H2O). Elle cristallise dans le système cristallin tétragonal et se présente sous forme d'amas fibreux radiaux incolores à jaunes ou vert clair et plus rarement sous forme de cristaux prismatiques courts.
La pinnoïte a été décrite pour la première fois en 1884 pour un gisement de potasse de Stassfurt, en Saxe-Anhalt, en Allemagne et doit son nom au conseiller minier Oberbergrat Pinno de la ville de Halle, en Allemagne. On la trouve associée à la kaïnite et la boracite, ainsi que la kaliborite, dans les dépôts d'évaporites marines et sous forme d'efflorescences associées aux sources minérales. Elle s'est formée dans les mines de borax de la Vallée de la Mort en Californie, dans le lac salé Da Quidam du plateau de Qinghai-Xizang au Tibet et à Socacastro, province de Salta, Argentine. La base de données minéralogiques Mindat.org référence 11 gisements en tout.

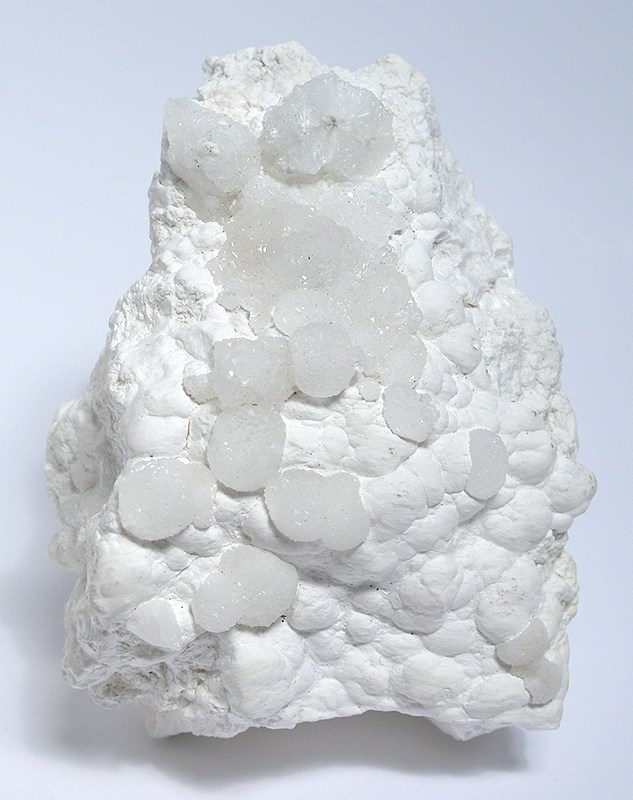